# Max Petitpierre
Max Petitpierre (Neuchâtel, 26 de febrero de 1899-ibídem, 25 de marzo de 1994) fue un político y abogado suizo, miembro del Partido Radical Democrático (PRD).
Fue Consejero Federal de 1945 a 1961 y Presidente de la Confederación en 1950, 1955 y 1960.

## Biografía

### Jurista y político
Max Petitpierre estudió Derecho en la Universidad de Neuchâtel, además de en Zúrich y en Múnich. Se licenció en Derecho en 1921 y se doctoró en 1924. En 1922 se habilitó como abogado y en 1925 como notario. En 1932 fue nombrado profesor extraordinario de Derecho Privado y Procesal Civil en la Universidad de Neuchâtel y, en 1939, decano de la Facultad de Derecho. Durante sus estudios formó parte de la Sociedad Suiza de Estudiantes Zofingia.
En 1928 se casó con Antoinette de Rougemont (1903-2002), hermana del escritor de Neuchâtel Denis de Rougemont, con la que tuvo tres hijos y una hija. Su hijo Gilles, profesor de Derecho Privado en la Universidad de Ginebra, fue Consejero Nacional y miembro del Consejo de los Estados, pero fracasó en su intento de convertirse en Consejero Federal como su padre. Su hija Eliane se casó con el escritor Nicolas Bouvier.
Miembro del Partido Radical Democrático, inició su carrera política cuando fue elegido miembro del Gran Consejo del cantón de Neuchâtel en 1937 y del Consejo General, órgano legislativo de la ciudad de Neuchâtel, en 1940. En 1942 fue elegido miembro del Consejo de los Estados, donde representó a su cantón en la cámara alta de la Asamblea Federal de Suiza durante tres años. Fue miembro de la Comisión de Plenos Poderes, el órgano «supervisor» del Consejo Federal durante la Segunda Guerra Mundial.
También fue presidente de la Cámara Suiza de Relojería desde 1942 y de la asamblea que en 1943 llevó a cabo la fusión entre la Iglesia Nacional y la Iglesia Independiente de su cantón, en la que antes había tenido un gran protagonismo por su condición de diputado del Gran Consejo.

### Consejero Federal
El 14 de diciembre de 1944 fue elegido Consejero Federal en primera vuelta con 122 votos de 227 válidos, convirtiéndose en el 63º Consejero Federal de la historia. Entre 1945 y 1961 dirigió el Departamento Político (actual Departamento de Asuntos Exteriores). Fue Vicepresidente del Consejo Federal en 1949 y Presidente de la Confederación en 1950. Tras la dimisión de los Vicepresidentes Josef Escher y Giuseppe Lepori, se convirtió directamente en Presidente de la Confederación en 1955 y 1960. Dimitió por motivos de salud el 30 de junio de 1961.

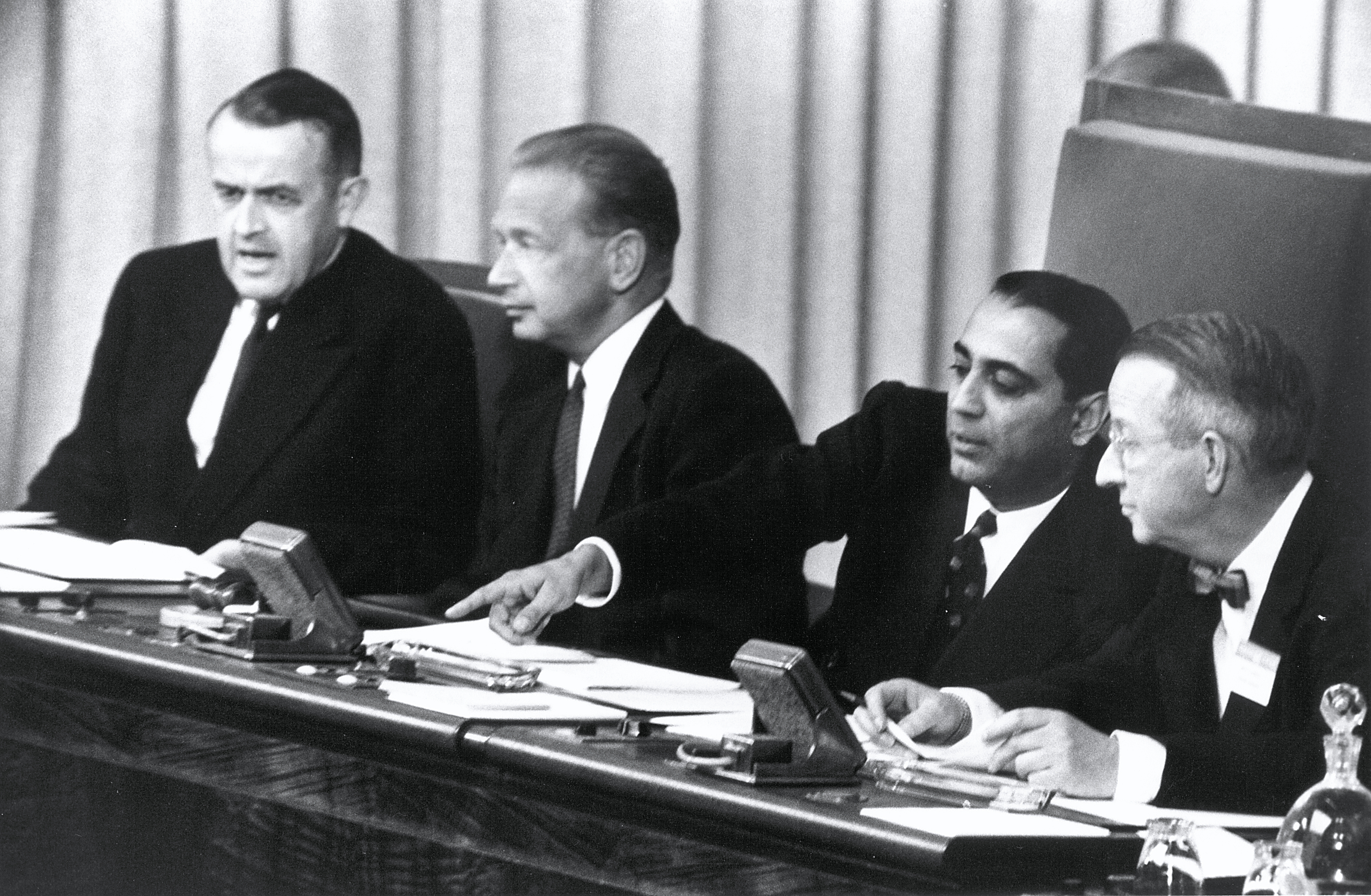
Max Petitpierre (izquierda) junto al Secretario General de la ONU Dag Hammarskjöld, Homi J. Bhabha y Walter G. Whitman (1955)

Ejerció una gran influencia en la política exterior suiza posterior a la Segunda Guerra Mundial. Su política exterior se basó en la neutralidad y solidaridad o neutralidad activa, una política que se reflejó en numerosos contactos con la ONU, la participación suiza en las organizaciones especializadas de la ONU y en la comisión neutral de armisticio en Corea, y el inicio de la cooperación al desarrollo. En 1945 estableció relaciones diplomáticas con la URSS, y en 1950 reconoció a la República Popular China. Gracias a su impulso, Ginebra se convirtió en la capital de la paz y acogió una serie de grandes conferencias. En 1954 se celebró la Conferencia de Indochina, a la que siguió en 1955 la Conferencia de los Cuatro Grandes (Edgar Faure, Anthony Eden, Nikolái Bulganin y Dwight D. Eisenhower).
Suiza se incorporó a la OECE (hoy OCDE) y presidió la conferencia diplomática que redactó las cuatro Convenciones de Ginebra sobre la protección de las víctimas de guerra.
Ante la imposibilidad de que Suiza ingresara en la CEE, apoyó la creación de la Asociación Europea de Libre Comercio (AELC). Promovió la celebración de la conferencia de Évian sobre Argelia y facilitó la estancia de la delegación del FLN que negociaba con los ministros Louis Joxe, Robert Buron y Jean de Broglie.
Además, presidió la Comisión de Sabios encargada de proponer una solución a la cuestión del Jura.

## Premio Max Petitpierre
Fundada en 1984 y disuelta en 2008, la Fundación para el Premio Max Petitpierre se creó para otorgar cada año el Premio Max Petitpierre a una persona que, por sus actividades políticas, diplomáticas o económicas, sus estudios o su obra científica, literaria o artística, haya contribuido de manera significativa a la proyección de Suiza en sus relaciones con el mundo.